# Kenyas geografi

Karta över Kenya

Kenyas geografi är varierande. Kenya, som ligger i östra Afrika, har en yta på 582 650 km², varav 13 400 km² är vatten. I norr gränsar landet till Somalia (682 km), Etiopien (830 km) och Sudan (232 km), i väster mot Uganda (933 km) och i söder till Tanzania (769 km). Kenya har fått sitt namn efter den utslocknade vulkanen Mount Kenya, som är landets högsta berg (5 199 meter). Landet har kust mot Indiska oceanen (536 km), stora slättland samt högland. Centrala och västra Kenya karakteriseras av Östafrikanska gravsänkesystemet. 
Landskapet är omväxlande. Afrikas stora dalsänka, det Östafrikanska gravsänkesystemet, skär genom landet i nordsydlig riktning. Längs sänkan ligger flera sjöar och slocknade vulkaner. Från kusten vid Indiska oceanen i öster stiger landet till en högplatå, de så kallade Vita högländerna, som blev centrum för plantagejordbruken under kolonialperioden. Huvudstaden Nairobi ligger mellan den tempererade högplatån och de sydliga savannerna. 
I väster finns ännu en högplatå som planar ut mot Victoriasjön. Där odlas te och kaffe. En del tropisk regnskog återfinns. De låglänta områdena vid Victoriasjön drabbas emellanåt av översvämningar under regnperioderna. I norr är det stäpp och halvöken. Nederbörden är låg och torkan utgör ett ständigt hot mot nomadbefolkningens boskap. Turkanasjön vid gränsen till Etiopien dominerar landskapet. Den 25 mil långa sjön är hemvist för nilkrokodiler och fåglar. På savannen som fortsätter in i norra Tanzania finns några av de berömda nationalparkerna: Masai Mara, Amboseli, Tsavo East nationalpark och Tsavo West nationalpark. 
Kakamegaskogen i västra Kenya är en kvarleva av den östafrikanska regnskogen. Mauskogen är betydligt större och utgör det största skogsområdet i Östafrika. 
De största floderna är Galanafloden och Tanafloden.
Klimatet varierar från tropiskt vid kusten till torrt i inlandet. Ibland förekommer längre torrperioder, med återkommande torka i de norra och östra regionerna. Under regntiden kan översvämningar inträffa.
Bland naturtillgångar märks guld, kalksten, natriumkarbonat, fluorit, rubin, granat och vattenkraft.
Några av Kenyas miljöproblem är vattenföroreningar från stads- och industriavfall samt ökad användning av bekämpningsmedel och gödsel, tjuvjakt på de vilda djuren, avskogning med åtföljande jorderosion samt ökenspridning. 

## Landanvändning
- Brukbar jord: 7 procent
- Permanent jordbruk: 1 procent
- Permanenta betesmarker: 37 procent
- Skog och skogsland: 30 procent
- Övrigt: 25 procent (uppskattning från 1993)
- Konstbevattnat land: 660 km² (uppskattning från 1993)